# Claude Akins
Claude Akins (Nelson, 25 maggio 1926 – Altadena, 27 gennaio 1994) è stato un attore statunitense, attivo per più di un quarantennio tra il 1953 e il 1994.

## Biografia
Figlio di Maude ed Ernest Akins, compiuti gli studi alla Northwestern University di Chicago, Akins prestò il servizio militare nel Pacifico e dalla fine degli anni quaranta studiò recitazione. Dopo aver esordito in teatro, lavorò con diverse compagnie di giro prima di approdare a Broadway nel 1951, e da qui a Hollywood. Dotato di un gradevole timbro vocale e di un'ottima dizione, sfruttò queste sue qualità come voce narrante per diversi documentari.
Esordì al cinema nel 1953 in Da qui all'eternità, e partecipò a ben 11 film durante gli anni cinquanta, tra cui L'ammutinamento del Caine (1954) e Un dollaro d'onore (1959), diventando popolare grazie alla figura alta e al volto minaccioso che ne fecero il classico "duro" del genere western e dei film polizieschi. Nel 1973 interpretò Aldous, il gorilla traditore di Anno 2670 - Ultimo atto, che segnò la conclusione della saga de Il pianeta delle scimmie.
Negli anni '70 prese parte a due lungometraggi di produzione italiana, Sledge (1970) di Vic Morrow e Tentacoli (1977) di Ovidio G. Assonitis. Il grande successo della sua carriera giunse però nel 1979, quando interpretò il perfido e corrotto sceriffo Elroy Lobo nel telefilm Truck Driver. Il ruolo gli valse uno spin off tutto suo, Lobo, telefilm in cui interpretò la parte del losco sceriffo che mostrava segni di ravvedimento. Il film Un piccolo raggio di sole (1993) vide la sua ultima apparizione, prima della morte per cancro allo stomaco avvenuta nei primi giorni del 1994 ad Altadena.

## Filmografia

### Cinema
- Da qui all'eternità (From Here to Eternity), regia di Fred Zinnemann (1953)
- Giungla umana (The Human Jungle), regia di Joseph M. Newman (1954)
- Squadra investigativa (Down Three Dark Streets), regia di Arnold Laven (1954)
- Il colpevole è fra noi (Shield for Murder), regia di Howard W. Koch ed Edmond O'Brien (1954)
- La spia dei ribelli (The Raid), regia di Hugo Fregonese (1954)
- L'ammutinamento del Caine (The Caine Mutiny), regia di Edward Dmytryk (1954)
- Ti ho visto uccidere (Witness to Murder), regia di Roy Rowland (1954)
- Bitter Creek, regia di Thomas Carr (1954)
- Le avventure di Hajji Babà (The Adventures of Hajji Baba), regia di Don Weis (1954)
- Sangue caldo (Man with the Gun), regia di Richard Wilson (1955)
- Gli amanti dei 5 mari (The Sea Chase), regia di John Farrow (1955)
- Cacciatori di squali (The Sharkfighters), regia di Jerry Hopper (1956)
- Le colline bruciano (The Burning Hills), regia di Stuart Heisler (1956)
- Johnny Concho, regia di Don McGuire (1956)
- Anche gli eroi piangono (The Proud and Profane), regia di George Seaton (1956)
- Posto di combattimento (Battle Stations), regia di Lewis Seiler (1956)
- Il ritorno di Joe Dakota (Joe Dakota), regia di Richard Bartlett (1957)
- L'uomo solitario (The Lonely Man), regia di Henry Levin (1957)
- The Kettles on Old MacDonald's Farm, regia di Virgil W. Vogel (1957)
- Una calda notte d'estate (Hot Summer Night), regia di David Friedkin (1957)
- È sbarcato un marinaio (Onionhead), regia di Norman Taurog (1958)
- La parete di fango (The Defiant Ones), regia di Stanley Kramer (1958)
- Sei colpi in canna (Hound-Dog Man), regia di Don Siegel (1959)
- La guida indiana (Yellowstone Kelly), regia di Gordon Douglas (1959)
- C'era una volta un piccolo naviglio (Don't Give Up the Ship), regia di Norman Taurog (1959)
- Porgy and Bess, regia di Otto Preminger e Rouben Mamoulian (1959)
- Un dollaro d'onore (Rio Bravo), regia di Howard Hawks (1959)
- Guerra indiana (Frontier Rangers), regia di Jacques Tourneur (1959)
- ...e l'uomo creò Satana (Inherit the Wind), regia di Stanley Kramer (1960)
- La valle dei mohicani (Comanche Station), regia di Budd Boetticher (1960)
- Un pugno di fango (Claudelle Inglish), regia di Gordon Douglas (1961)
- L'urlo della battaglia (Merrill's Marauders), regia di Samuel Fuller (1962)
- L'impero dell'odio (Black Gold), regia di Leslie H. Martinson (1963)
- Contratto per uccidere (The Killers), regia di Don Siegel (1964)
- Far West (A Distant Trumpet), regia di Raoul Walsh (1964)
- Il ritorno dei magnifici sette (Return of the Seven), regia di Burt Kennedy (1966)
- Massacro a Phantom Hill (Incident at Phantom Hill), regia di Earl Bellamy (1966)
- El Tigre (Ride Beyond Vengeance), regia di Bernard McEveety (1966)
- La vecchia legge del West (Waterhole #3), regia di William A. Graham (1967)
- Non c'è posto per i vigliacchi (First to Fight), regia di Christian Nyby (1967)
- La brigata del diavolo (The Devil's Brigade), regia di Andrew V. McLaglen (1968)
- Quel fantastico assalto alla banca (The Great Bank Robbery), regia di Hy Averback (1969)
- Sergente Flep indiano ribelle (Flap), regia di Carol Reed (1970)
- Sledge (A Man Called Sledge), regia di Vic Morrow e Giorgio Gentili (1970)
- Il pirata dell'aria (Skyjacked), regia di John Guillermin (1972)
- Anno 2670 - Ultimo atto (Battle for the Planet of the Apes), regia di J. Lee Thompson (1973)
- The Wide World of Mystery, regia di Herbert Kenwith (1973)
- Timber Tramps, regia di Tay Garnett (1975)
- Tentacoli, regia di Ovidio G. Assonitis (1977)
- The 6th People's Choice Awards, regia di (1980)
- Non aprite quell'armadio (Monster in the Closet), regia di Bob Dahlin (1986)
- Pushed Too Far, regia di Jack Rooney (1986)
- La fattoria maledetta (The Curse), regia di David Keith (1987)
- Where Evil Lives, regia di Richard L. Fox-Stephen A. Maier-Kevin G. Nunan (1991)
- Sulla strada del mito (Falling from Grace), regia di John Mellencamp (1992)
- Un piccolo raggio di sole (Seasons of the Heart), regia di T.C. Christensen (1993)
- Twisted Fear, regia di Bob Willems (1994)

### Televisione

#### Film TV
- The Gun of Zangara, regia di Howard W. Koch (1960)
- Gunfight at Black Horse Canyon, regia di R.G. Springsteen (1961)
- River of Mystery, regia di Paul Stanley (1971)
- Lock, Stock and Barrel, regia di Jerry Thorpe (1971)
- Una storia allucinante (The Night Stalker), regia di John Llewellyn Moxey (1972)
- The Norliss Tapes, regia di Dan Curtis (1973)
- La valle delle arance (In Tandem), regia di Bernard L. Kowalski (1974)
- The Death Squad, regia di Harry Falk (1974)
- Killer a bordo (Killer on Board), regia di Philip Leacock (1977)
- Eric, regia di James Goldstone (1975)
- Medical Story, regia di Gary Nelson (1975)
- Kiss Me, Kill Me, regia di Michael O'Herlihy (1976)
- Tarantulas: The Deadly Cargo, regia di Stuart Hagmann (1977)
- Yesterday's Child, regia di Corey Allen, Bob Rosenbaum e Jerry Thorpe (1977)
- Little Mo, regia di Daniel Haller (1978)
- Ebony, Ivory and Jade, regia di John Llewellyn Moxey (1979)
- Murder in Music City, regia di Leo Penn (1979)
- All-Star Look at TV's Prime Time Wars, regia di Kip Walton (1980)
- The Way They Were, regia di Marty Farrell (1981)
- All-Star Salute to Mother's Day, regia di Bruce Gowers (1981)
- Bus Stop, regia di Peter H. Hunt (1982)
- Desperate Intruder, regia di Nick Havinga (1983)
- The Baron and the Kid, regia di Gary Nelson (1984)
- Manhunt for Claude Dallas, regia di Jerry London (1986)
- Academy of Country Music's 20th Anniversary Reunion, regia di Gene Weed (1986)
- Se è martedì allora siamo in Belgio (If It's Tuesday, It Still Must Be Belgium), regia di Bob Sweeney (1987)
- Mothers, Daughters and Lovers, regia di Matthew Robbins (1989)
- The Gambler Returns: The Luck of the Draw, regia di Dick Lowry (1991)
- Grass Roots, regia di Jerry London (1992)
- Incident at Victoria Falls, regia di Bill Corcoran (1992)

#### Serie TV
- City Detective – serie TV, episodio 2x08 (1954)
- Medic – serie TV, episodio 1x02 (1954)
- Dragnet – serie TV, episodi 3x30-3x32 (1954)
- You Are There – serie TV, episodi 2x02-4x13 (1953-1955)
- I segreti della metropoli (Big Town) – serie TV, episodio 6x06 (1955)
- The Millionaire – serie TV, episodio 2x05 (1955)
- The Pepsi-Cola Playhouse – serie TV, episodi 2x32-2x33-2x37 (1955)
- Royal Playhouse (Fireside Theatre) – serie TV, episodio 7x39 (1955)
- TV Reader's Digest – serie TV, episodi 1x08-1x18 (1955)
- Treasury Men in Action – serie TV, episodi 5x14-5x30 (1954-1955)
- Soldiers of Fortune – serie TV, episodio 1x10 (1955)
- The Man Behind the Badge – serie TV, episodi 2x08-2x10 (1955)
- Lucy ed io (I Love Lucy) – serie TV, episodio 6x08 (1956)
- Crusader – serie TV, episodi 1x15-2x05 (1956)
- Frida (My Friend Flicka) – serie TV, episodi 1x09-1x10-1x28 (1955-1956)
- Studio 57 – serie TV, episodi 2x06-2x25 (1955-1956)
- Adventures of Superman – serie TV, episodio 4x04 (1956)
- Star Stage – serie TV, episodio 1x22 (1956)
- Frontiers – serie TV, episodio 1x15 (1956)
- State Trooper – serie TV, episodi 2x07-2x15 (1956-1957)
- Alfred Hitchcock Presenta (Alfred Hitchcock Presents) – serie TV, episodi 1x22-3x06 (1956-1957)
- Boots and Saddles – serie TV, episodio 1x06 (1957)
- Meet McGraw – serie TV, episodio 1x18 (1957)
- Have Gun - Will Travel – serie TV, episodio 1x03 (1957)
- Code 3 – serie TV, episodio 1x14 (1957)
- Avventure in elicottero (Whirlybirds) – serie TV, episodio 1x21 (1957)
- Sheriff of Cochise – serie TV, episodio 1x34 (1957)
- The 20th Century-Fox Hour – serie TV, episodio 2x09 (1957)
- General Electric Theater – serie TV, episodi 2x20-5x18-7x11 (1954-1958)
- Northwest Passage – serie TV, episodio 1x05 (1958)
- Bronco – serie TV, episodio 1x01 (1958)
- Schlitz Playhouse of Stars – serie TV, episodio 7x35 (1958)
- Cheyenne – serie TV, episodio 3x16 (1958)
- Richard Diamond (Richard Diamond, Private Detective) – serie TV, episodio 2x14 (1958)
- Maverick – serie TV, episodio 1x26 (1958)
- Perry Mason – serie TV, episodio 1x26 (1958)
- The Adventures of Jim Bowie – serie TV, episodi 1x11-2x26 (1956-1958)
- Jane Wyman Presents the Fireside Theatre – serie TV, 4 episodi (1957-1958)
- The Lineup – serie TV, episodi 1x07-4x16 (1954-1958)
- The Texan – serie TV, episodi 2x03-2x13 (1959)
- Bat Masterson – serie TV, episodio 1x29 (1959)
- Letter to Loretta – serie TV, 4 episodi (1959)
- Yancy Derringer – serie TV, episodi 1x02-1x25 (1958-1959)
- Steve Canyon – serie TV, episodio 1x25 (1959)
- The Restless Gun – serie TV, 4 episodi (1957-1959)
- Indirizzo permanente (77 Sunset Strip) – serie TV, episodio 1x20 (1959)
- Avventure lungo il fiume (Riverboat) – serie TV, episodi 1x07-2x11 (1959-1960)
- Dan Raven – serie TV, episodio 1x11 (1960)
- La valle dell'oro (Klondike) – serie TV, episodio 1x06 (1960)
- The Tall Man – serie TV, episodio 1x08 (1960)
- The Rifleman – serie TV, episodi 1x08-2x34-3x05 (1958-1960)
- The Rebel – serie TV, episodio 2x04 (1960)
- Death Valley Days – serie TV, episodio 9x02 (1960)
- The Alaskans – serie TV, episodi 1x31-1x32 (1960)
- Ricercato vivo o morto (Wanted: Dead or Alive) – serie TV, episodio 2x31 (1960)
- Overland Trail – serie TV, episodio 1x10 (1960)
- Avventure in paradiso (Adventures in Paradise) – serie TV, episodio 1x23 (1960)
- Pony Express – serie TV, episodio 1x00 (1960)
- Lo sceriffo indiano (Law of the Plainsman) – serie TV, episodio 1x22 (1960)
- The Roaring 20's – serie TV, episodi 1x12-2x09 (1961)
- Surfside 6 – serie TV, episodi 1x10-2x11 (1960-1961)
- Carovane verso il West (Wagon Train) – serie TV, 4 episodi (1957-1961)
- Tales of Wells Fargo – serie TV, 5 episodi (1957-1961)
- Route 66 – serie TV, episodio 2x02 (1961)
- The Deputy – serie TV, episodio 2x36 (1961)
- I racconti del West (Dick Powell's Zane Grey Theater) – serie TV, 4 episodi (1956-1961)
- Le grandi fiabe (Shirley Temple's Storybook) – serie TV, episodio 2x23 (1961)
- L'ora di Hitchcock (The Alfred Hitchcock Hour) – serie TV, episodio 1x10 (1962)
- The Wide Country – serie TV, episodio 1x06 (1962)
- Bonanza – serie TV, 4 episodi (1960-1962)
- Hawaiian Eye – serie TV, episodio 4x03 (1962)
- Ai confini della realtà (The Twilight Zone) – serie TV, episodi 1x22-3x28 (1960-1962)
- Outlaws – serie TV, episodio 2x23 (1962)
- Bus Stop – serie TV, episodio 1x17 (1962)
- Frontier Circus – serie TV, episodio 1x12 (1962)
- La grande avventura (The Great Adventure) – serie TV, episodi 1x02-1x03 (1963)
- Laramie – serie TV, 4 episodi (1960-1963)
- Empire – serie TV, episodi 1x04-1x29 (1962-1963)
- Dakota (The Dakotas) – serie TV, episodio 1x16 (1963)
- The Dick Powell Show – serie TV, episodio 2x27 (1963)
- Gli intoccabili (The Untouchables) – serie TV, episodi 1x20-3x28-4x23 (1960-1963)
- Fred Astaire (Alcoa Premiere) – serie TV, episodio 2x19 (1963)
- Mr. Novak – serie TV, episodio 2x05 (1964)
- The Crisis (Kraft Suspense Theatre) – serie TV, episodio 2x02 (1964)
- Il fuggiasco (The Fugitive) – serie TV, episodio 1x27 (1964)
- Destry – serie TV, episodio 1x01 (1964)
- Organizzazione U.N.C.L.E. (The Man from U.N.C.L.E.) – serie TV, episodio 2x15 (1965)
- La grande vallata (The Big Valley) – serie TV, episodio 1x14 (1965)
- Il virginiano (The Virginian) – serie TV, episodi 1x10-4x12 (1962-1965)
- Le cause dell'avvocato O'Brien (The Trials of O'Brien) – serie TV, episodio 1x11 (1965)
- A Man Called Shenandoah – serie TV, episodio 1x06 (1965)
- Gli uomini della prateria (Rawhide) – serie TV, 7 episodi (1960-1965)
- Slattery's People – serie TV, episodio 1x19 (1965)
- Daniel Boone – serie TV, episodio 1x17 (1965)
- Branded – serie TV, episodio 1x02 (1965)
- The Monroes – serie TV, episodio 1x03 (1966)
- Hazel – serie TV, episodio 5x23 (1966)
- La leggenda di Jesse James (The Legend of Jesse James) – serie TV, episodio 1x18 (1966)
- Al banco della difesa (Judd for the Defense) – serie TV, episodio 1x16 (1967)
- Hondo – serie TV, episodio 1x15 (1967)
- Il grande teatro del West (The Guns of Will Sonnett) – serie TV, episodio 1x01 (1967)
- Laredo – serie TV, 5 episodi (1966-1967)
- Combat! – serie TV, episodi 4x22-5x03-5x23 (1966-1967)
- Lucy Show (The Lucy Show) – serie TV, episodio 5x19 (1967)
- The Outsider – serie TV, episodio 1x03 (1968)
- Garrison Commando (Garrison's Gorillas) – serie TV, episodio 1x21 (1968)
- Love, American Style – serie TV, episodio 4x12 (1972)
- F.B.I. (The F.B.I.) – serie TV, episodi 1x13-7x25 (1965-1972)
- Gunsmoke – serie TV, 10 episodi (1955-1972)
- Longstreet – serie TV, episodio 1x17 (1972)
- McMillan e signora (McMillan & Wife) – serie TV, episodio 1x05 (1972)
- Marcus Welby (Marcus Welby, M.D.) – serie TV, episodio 5x12 (1973)
- Cannon – serie TV, episodio 3x04 (1973)
- A tutte le auto della polizia (The Rookies) – serie TV, episodio 2x02 (1973)
- Medical Center – serie TV, episodio 5x02 (1973)
- Barnaby Jones – serie TV, episodio 1x10 (1973)
- Missione impossibile (Mission: Impossible) – serie TV, episodio 7x19 (1973)
- Hec Ramsey – serie TV, episodio 1x04 (1973)
- Toma – serie TV, episodio 1x22 (1974)
- Mannix – serie TV, episodio 7x21 (1974)
- Uno sceriffo a New York (McCloud) – serie TV, episodio 4x04 (1974)
- Le strade di San Francisco (The Streets of San Francisco) – serie TV, episodio 2x19 (1974)
- Movin' On – serie TV, 45 episodi (1974-1976)
- Dinah! – serie TV, episodio 2x152 (1976)
- Alla conquista dell'Oregon (The Oregon Trail)– serie TV, episodio 1x04 (1977)
- Nashville 99 – serie TV, episodi 1x01-1x02-1x03 (1977)
- The Rhinemann Exchange – miniserie TV, episodi sconosciuti (1977)
- Sulle strade della California (Police Story) – serie TV, episodi 1x03-3x19-5x05 (1973-1978)
- Truck Driver (B.J. and the Bear) – serie TV, 5 episodi (1978-1979)
- Nashville detective (Concrete Cowboys) – serie TV, episodio 1x00 (1979)
- La camera oscura (Darkroom) – serie TV, episodio 1x04 (1981)
- Fantasilandia (Fantasy Island) – serie TV, episodio 5x08 (1981)
- Lobo (The Misadventures of Sheriff Lobo) – serie TV, 38 episodi (1979-1981)
- La signora in giallo (Murder, She Wrote) – serie TV, 4 episodi (1984)
- Love Boat (The Love Boat) – serie TV, episodi 7x14-8x14 (1983-1984)
- Legmen – serie TV, episodi 1x07-1x08 (1984)
- Masquerade – serie TV, episodio 1x09 (1984)
- Celebrity - mini-serie TV (1984)
- Master – serie TV, episodio 1x01 (1984)
- Hotel – serie TV, episodi 2x11-3x06 (1985)
- Dream West – miniserie TV (1986)
- Crazy Like a Fox – serie TV, episodio 2x18 (1986)
- Tall Tales & Legends – serie TV, episodio 1x02 (1986)
- Mike Hammer investigatore privato (Mike Hammer) – serie TV, episodio 3x16 (1987)
- Hunter – serie TV, episodi 6x05-6x06 (1989)
- L'ispettore Tibbs (In the Heat of the Night) – serie TV, episodio 5x10 (1991)
- Matlock – serie TV, episodi 3x16-5x15 (1989-1991)
- Gli acchiappamostri (Eerie, Indiana) – serie TV, episodio 1x13 (1992)
- Hollywood Beat – serie TV, episodio 1x01 (1993)

## Doppiatori italiani
Nelle versioni in italiano delle opere in cui ha recitato, Claude Akins è stato doppiato da:
- Glauco Onorato in Contratto per uccidere, Il ritorno dei magnifici sette, La signora in giallo (ep. 1x01, 1x03)
- Renato Turi in Sangue caldo, Un dollaro d'onore, Quel fantastico assalto alla banca
- Mario Pisu in Le colline bruciano, ...e l'uomo creò Satana
- Amilcare Pettinelli ne Il colpevole è fra noi
- Nino Bonanni in L'ammutinamento del Caine
- Vinicio Sofia in La guida indiana
- Carlo Romano in Squadra investigativa
- Ferruccio Amendola in La vecchia legge del West
- Giorgio Capecchi in Guerra indiana
- Riccardo Mantoni in La parete di fango
- Carlo Alighiero in La brigata del diavolo
- Gianni Vagliani in La fattoria maledetta
- Antonio Colonnello in Lobo
- Dario Ghirardi in Movin' On
- Aldo Barberito in Killer a bordo
- Silvio Anselmo in La signora in giallo (ep. 1x06, 1x08)
- Michele Gammino in Hunter
- Sandro Sardone in Sulla strada del mito